# Ландер, Ольга Александровна
Ольга Александровна Ландер (1909—1996) — российский фотодокументалист, фотограф, журналистка.

## Биография
Родилась в еврейской семье фотографа. Ученица Моисея Наппельбаума и Давида Штернберга. Фотокорреспондент «Комсомольской правды». Фронтовой корреспондент в годы Великой Отечественной войны. Многие снимки сделаны непосредственно на местах сражений. Лейтенант, кавалер ордена Красной Звезды, ордена Отечественной войны II-й степени, награждена медалями: «За победу над Германией в Великой Отечественной войне 1941—1945 гг.»,"За взятие Будапешта", «За взятие Вены», «За освобождение Белграда», «За отвагу». После войны работала на ВДНХ и в газете Советская Россия.

## Известные фотографии
- Фотокорреспонденты Д. Бальтерманц и М. Редькин в Одессе[1]
- 1945 — Советские танки в районе Вены[2]
- 1945 — Танцы на улице Вены по случаю праздника Победы[3]